# ESPN NHL 2K5
ESPN NHL 2K5 är ett ishockeyspel från ESPN Videogames, utgivet till Xbox och Playstation 2 2004. ESPN:s Gary Thorne och Bill Clement agerar kommentatorer. Spelomslaget pryds av Martin St. Louis, som då spelade för Tampa Bay Lightning.

## Musik
- burnthe8track - In Full Return
- burnthe8track - Two Worlds Apart
- burnthe8track - My Own Flag
- Calcutta - Consciously Unconscious
- Calcutta - Get Away
- Calcutta - Driving On
- Calcutta - Crimson Sky
- Calcutta - Alarms
- Calcutta - The World Alone
- Concept - Gothic Voices
- Concept - Evolution!
- Concept - Eternal Life
- From Satellite - Fair is Fair
- From Satellite - Mouth
- Grinder - Everything
- Grinder - All That I Want
- Grinder - No Fun
- Halfway to Gone - Turnpike
- Halfway to Gone - King of Mean
- Heads Up - All I Need
- Heads Up - A.R.H.
- Heads Up - Picture Perfect
- Novadriver - Void
- Phil Ranelin - Sounds from the Village
- Recliner - Making a Friend
- Recliner - All Pleasure
- Recliner - Bonus Track
- Silent But Deadly - Red Ice
- Silent But Deadly - Playoff Moustache
- Silent But Deadly - Givin' 'Em Lumber
- Trans Am - Play in the Summer
- The Ultimate Lovers - Rock and Roll Fight

### Fotnoter
1. ↑  Goldstein, Hilary. ”ESPN NHL 2K5”. IGN. http://ca.ign.com/articles/2004/09/02/espn-nhl-2k5. Läst 20 maj 2014.